# Селецки, Зита
Зи́та Селецки (венг. Zita Szeleczky; 20 апреля 1915, Будапешт Австро-Венгрия — 12 июля 1999, Эрд (Венгрия)) — венгерская актриса.

## Биография
Начинала как театральная артистка в 1936 г. С 1937 года начала снимать в кино и вскоре стала одной из самых популярных киноактрис Венгрии. Между 1937 и 1944 годами сыграла более, чем в 30 фильмах, в основном, в музыкальных комедиях.
Во время Второй мировой войны, движимая патриотическими чувствами, стала выступать в поддержку нилашистов. Дала много патриотических сольных концертов, особенно в последние дни войны, когда советские войска уже сражались за Будапешт.
29 октября 1944 она выступила на так называемом «Вечере Хунгаристов» (Hungarista Est). Исполнила отрывки из стихотворения Петёфи «Вставай на священную войну!». Выступление звучало по радио.
После установления власти коммунистов, Зита была объявлена нацистской военной преступницей и бежала из страны на запад.
В 1947 году Народный Суд приговорил её заочно к 3 годам тюремного заключения.
Жила в Италии, где снялась в фильме, Аргентине и США, но её кинокарьера закончилась и никогда больше не возродилась, хотя Зита оставалась популярной концертной актрисой.
Вернулась в Венгрию только в 1988 году. В 1993 году Верховный суд Венгрии отменил приговор в отношении Зиты и она реабилитирована.
В 1993 году была награждена венгерским Орденом Заслуг 3-й степени за неоценимый вклад в развитие венгерской культуры в эмиграции.
В 2015 году почта Венгрии выпустила марку, посвящённую 100-летнему юбилею Зиты Селецки.

## Фильмография
- 1937 — Благородная мисс
- 1937 — Красота Пусты
- 1938 — Чёрные алмазы
- 1938 — Трудно быть отцом
- 1938 — Экспресс Азур
- 1939 — Звезда варьете
- 1940 — Младенец Гюл
- 1941 — Ночь в Эрдейе
- 1942 — Tentazione
- 1943 — Sziámi macska
- 1944 — Nászinduló
- 1944 — Magyar kívánsághangverseny

## Награды
- 1939 — премия им. Вольфа Ратко
- 1993 — Командор ордена Заслуг (Венгрия)
- 2007 — Премия венгерского наследия (посмертно)